# Dasyscytus
Dasyscytus is een geslacht van wantsen uit de familie van de Miridae (Blindwantsen). Het geslacht werd voor het eerst wetenschappelijk beschreven door Franz Xaver Fieber in 1864.

## Soorten
Het genus is monotypisch en bevat alleen de volgende soort:

- Dasyscytus sordidus Fieber, 1864